# Кончали
Кончали́ (исп. Conchalí) — коммуна в Чили. Одна из городских коммун города Сантьяго. Коммуна входит в состав провинции Сантьяго и Столичной области.
Территория — 10,7 км². Численность населения — 126 955 жителя (2017). Плотность населения — 11 865 чел./км².

## Расположение
Коммуна расположена на севере города Сантьяго.
Коммуна граничит:
- на севере — с коммуной Уэчураба
- на востоке — с коммуной Реколета
- на юге — с коммуной Индепенденсия
- на западе — с коммунами Киликура, Ренка

## Демография
Согласно сведениям, собранным в ходе переписи 2017 г. Национальным институтом статистики (INE),  население коммуны составляет:
| Полное население                          | Полное население                          | Полное население                          | Полное население                          | Полное население                          | 126 955  |
| ----------------------------------------- | ----------------------------------------- | ----------------------------------------- | ----------------------------------------- | ----------------------------------------- | -------- |
| в том числе:                              | Городское население                       | 126 955                                   | Процент городского населения, %           | 100                                       |          |
|                                           | Сельское население                        | 0                                         | Процент сельского населения, %            | 0                                         |          |
|                                           | Мужское население                         | 61 877                                    | Процент мужского населения, %             | 48,74                                     |          |
|                                           | Женское население                         | 65 078                                    | Процент женского населения, %             | 51,26                                     |          |
| Плотность населения, чел./км²             | Плотность населения, чел./км²             | Плотность населения, чел./км²             | Плотность населения, чел./км²             | Плотность населения, чел./км²             | 11865.00 |
| Население коммуны в % к населению области | Население коммуны в % к населению области | Население коммуны в % к населению области | Население коммуны в % к населению области | Население коммуны в % к населению области | 1,78     |